# Banana (chanson)
Pour les articles homonymes, voir Banana.
Singles par Conkarah
Can You Feel the Love Tonight
(2019) Misery
(2020)
Singles par Shaggy
Endless Summer 2k19
(2019) Fly High
(2019)
Clip vidéo
[vidéo] « Banana », sur YouTube

[vidéo] « Banana (DJ FLe - Minisiren Remix) », sur YouTube
Banana est une chanson du chanteur jamaïcain Conkarah avec la participation du chanteur Shaggy. Elle est sortie le 16 août 2019 en single. Un remix de la chanson est également sorti en single le 15 mai 2020. 

## Composition
Banana est basée sur la chanson Day-O (The Banana Boat Song) de Harry Belafonte sortie en 1956,,.

## Accueil commercial
Après la sortie du remix et avoir obtenu de la popularité à travers la plateforme TikTok,,, la chanson Banana s'est classée dans les classements de divers pays, atteignant notamment la première place du Nederlandse Top 40 et du classement Airplay mexicain, ainsi que la 25e place du classement américain Hot Dance Club Songs et la 62e place du classement Hot 100 canadien.

## Liste de titres
| 1. | Banana | 3:04 |

| 1. | Banana (DJ FLe - Minisiren Remix) | 3:30 |

## Crédits
Crédits adaptés depuis Tidal.
- Shaggy (Orville Burrell) – voix, écriture, production
- Conkarah (de) (Nicholas Murray) – voix, écriture
- Dwayne Shippy – écriture, production
- Shane Hoosong – écriture, production
- Simon Pipe – écriture, production
- Irving Burgie – écriture
- William Attaway – écriture
- Robert Orton – ingénieur du son

## Classements et certifications
| Classement (2019–20)                     | Meilleure position |
| ---------------------------------------- | ------------------ |
| Allemagne (GfK Entertainment)            | 72                 |
| Argentine (Hot 100)                      | 59                 |
| Autriche (Ö3 Austria Top 40)             | 67                 |
| Belgique (Flandre Ultratop 50 Singles)   | 7                  |
| Belgique (Flandre Ultratop 50 Airplay)   | 6                  |
| Belgique (Flandre Ultratop R&B/Hip-Hop)  | 3                  |
| Belgique (Wallonie Ultratop 50 Singles)  | 37                 |
| Belgique (Wallonie Ultratop 50 Airplay)  | 34                 |
| Belgique (Wallonie Ultratop R&B/Hip-Hop) | 13                 |
| Bulgarie (Prophon)                       | 7                  |
| Canada (Hot 100)                         | 61                 |
| Canada (Adult Contemporary)              | 44                 |
| Canada (CHR/Top 40)                      | 45                 |
| CEI (Tophit)                             | 80                 |
| Costa Rica (Monitor Latino)              | 16                 |
| Croatie (HRT)                            | 88                 |
| Écosse (OCC)                             | 44                 |
| États-Unis (Dance Club Songs)            | 25                 |
| France (SNEP)                            | 46                 |
| France (SNEP Ventes)                     | 16                 |
| France (SNEP Radio)                      | 20                 |
| Guatemala (Monitor Latino Anglo)         | 2                  |
| Irlande (Irish Singles Chart)            | 93                 |
| Italie (FIMI)                            | 97                 |
| Lituanie (AGATA)                         | 89                 |
| Mexique (Mexico Airplay)                 | 1                  |
| Mexique (Mexico Inglés Airplay)          | 1                  |
| Norvège (VG-lista)                       | 22                 |
| Panama (Monitor Latino Anglo)            | 8                  |
| Pays-Bas (Nederlandse Top 40)            | 1                  |
| Pays-Bas (Single Top 100)                | 3                  |
| Pays-Bas (Airplay Top 40)                | 1                  |
| Portugal (AFP)                           | 145                |
| Pologne (ZPAV)                           | 31                 |
| Roumanie (Airplay 100)                   | 19                 |
| Royaume-Uni (UK Download Chart)          | 46                 |
| Salvador (Monitor Latino)                | 6                  |
| Slovénie (SloTop50)                      | 35                 |
| Suisse (Schweizer Hitparade)             | 61                 |

| Classement (2020)              | Position |
| ------------------------------ | -------- |
| Belgique (Flandre Ultratop 50) | 62       |
| Pays-Bas (Nederlandse Top 40)  | 19       |
| Pays-Bas (Single Top 100)      | 32       |
| Roumanie (Airplay 100)         | 83       |

### Certifications
| Pays | Certification | Ventes  |
| --- | ------------- | ------- |
| Belgique (BEA)                                                                                            | Or            | 20 000* |
| Brésil (PMB)                                                                                              | Platine       | 40 000* |
| Canada (Music Canada)                                                                                     | Platine       | 80 000‡ |
| Norvège (IFPI Norvège)                                                                                    | Or            | 30 000‡ |
| *Ventes selon la certification xNon précisé par la certification ‡ventes/streaming selon la certification |               |         |

## Historique de sortie
| Pays   | Date         | Format                       | Label              | Version                  | Réf.  |
| ------ | ------------ | ---------------------------- | ------------------ | ------------------------ | ----- |
| Divers | 16 août 2019 | - Téléchargement - streaming | S-Curve (en) (BMG) | Originale                | [ 5 ] |
| Divers | 15 mai 2020  | - Téléchargement - streaming | S-Curve (en) (BMG) | DJ FLe - Minisiren Remix | [ 5 ] |